# Rómulo Valle
Rómulo del Valle (1792 – 1866) fue un militar liberal mexicano así como padre del general Leandro Valle. Nació en Cuautla, Morelos.
Luchó en la Guerra de Independencia de México desde 1811.
A la Independencia de México, vuelve a combatir en 1847 en la Intervención estadounidense en México y luego durante la Guerra de Reforma siendo aliado del presidente Benito Juárez, combatiendo del bando liberal. Fue comandante militar de Colima en el año de 1859, asumiendo poco tiempo después el cargo de gobernador cuando se aproximaba el general Miguel Miramón.
- Datos: Q6115973